# Scars (álbum de Soil)
Scars es el segundo álbum de la banda de Chicago Soil. El álbum fue lanzado el 11 de septiembre de 2001 a través J Records. Aunque el segundo álbum de la banda, que fue su primer lanzamiento importante de la etiqueta y resultó ser su mayor éxito comercial, su popular single "Halo" efectivamente puesto en marcha la banda en la exposición general. Las cicatrices también marcó la primera roca dura o el álbum de heavy metal lanzado a través de J Records.

## Listado de canciones
Todas las canciones escritas y compuestas por Soil. 
| N.º | Título             | Duración |  |
| 1.  | «Breaking Me Down» | 2:35     |  |
| 2.  | «Halo»             | 3:16     |  |
| 3.  | «Need to Feel»     | 3:39     |  |
| 4.  | «Wide Open»        | 3:25     |  |
| 5.  | «Understanding Me» | 2:57     |  |
| 6.  | «My Own»           | 3:43     |  |
| 7.  | «Unreal»           | 3:15     |  |
| 8.  | «Inside»           | 3:17     |  |
| 9.  | «Two Skins»        | 2:58     |  |
| 10. | «The One»          | 2:49     |  |
| 11. | «New Faith»        | 3:16     |  |
| 12. | «Why»              | 2:59     |  |
| 13. | «Black 7»          | 4:59     |  |

| Expanded Edition bonus tracks |                                       |          |  |
| N.º                           | Título                                | Duración |  |
| 14.                           | «Center» (B-side)                     | 2:53     |  |
| 15.                           | «Damaged You» (previously unreleased) | 3:52     |  |

## Personal
- Ryan McCombs - voces
- Adam Zadel - guitarra, coros
- Shaun Glass - guitarra
- Tim King - bajo
- Tom Schofield - tambores
- Johnny K - productor
- Cladius Mittendrofer - asistente técnico de sonido
- George Marino - mastering
- James Diener - A & R

## Posiciones
| Año  | Listas           | Posición |
| ---- | ---------------- | -------- |
| 2001 | US Billboard 200 | 193      |
| 2001 | Heatseekers      | 10       |
| 2001 | UK Albums Chart  | 150      |

### Sencillos
| 2001 | "Halo"   | US Hot Mainstream Rock Tracks | 22 | UK Singles Chart | 74  |
| 2002 | "Unreal" | US Hot Mainstream Rock Tracks | 31 | UK Singles Chart | 113 |

- Datos: Q2020325